# Anne Fausto-Sterling
Anne Fausto Sterling (Queens, Nueva York; 30 de julio de 1944) es una filósofa, escritora y profesora de biología y estudios de género en la Universidad Brown, famosa por sus escritos sobre sexología, biología del género, identidad sexual, identidad de género y roles de género.
Está casada desde septiembre de 2004 con Paula Vogel, profesora de Yale y ganadora del Premio Pulitzer de teatro.

## Obra
Aparte de múltiples artículos, ha escrito dos libros para el público en general. 
El primero de ellos, Myths of Gender: Biological Theories about Women and Men, fue editado por primera vez en 1985 y reeditado en 1992 en Nueva York.
Su segundo libro, Cuerpos sexuados, es probablemente su obra más famosa. Fue editado originalmente en el año 2000 con el título Sexing the Body. Gender politics and the construction of sexuality, y editado en castellano en 2006 por la editorial Melusina. En este libro la autora analiza la construcción social de la identidad de género, rechazando la dualidad masculino/femenino mediante el análisis de los estados intersexuados.
Entre sus artículos destaca Los cinco sexos, en el que Fausto-Sterling propone un experimento mental que considera un modelo alternativo de género que contiene cinco sexos: macho, hembra, herm (hermafroditas verdaderos), merm (seudo-hermafroditas masculinos) y ferm (seudo-hermafroditas femeninos). Aunque el tono era claramente provocativo, e incluso irónico en algunos pasajes, fue interpretado en algunos estudiosos como una propuesta en firme y calificada por algunos defensores de los derechos de los transexuales como una teoría confusa y contraproducente. En un artículo posterior (The Five Sexes, Revisited) ella ha reconocido estas objeciones.